# Phyllodactylus reissii
Phyllodactylus reissii este o specie de șopârle din genul Phyllodactylus, familia Gekkonidae, descrisă de Wilhelm Peters în anul 1862. A fost clasificată de IUCN ca specie cu risc scăzut. Conform Catalogue of Life specia Phyllodactylus reissii nu are subspecii cunoscute.